# El Hadji Diouf
El Hadji Ousseynou Diouf (ur. 15 stycznia 1981 w Dakarze) – senegalski piłkarz, który grał na pozycji napastnika.
Pierwotnie urodził się jako Ousseynou Diouf, zaś imię El Hadji przyjął po pielgrzymce do Mekki.
W przeszłości występował w klubach: Stade Rennais, RC Lens, Liverpool, Bolton Wanderers i Sunderlandzie. Grał w Pucharze Narodów Afryki w 2002, 2006 i 2008 oraz na Mistrzostwach Świata 2002.
Od 2011 do 2012 był zawodnikiem Doncaster Rovers. Grał też w Leeds United i Sabah FA.
Został umieszczony przez Pelégo na jego liście 100 najlepszych żyjących piłkarzy świata.
Jego osoba została wymieniona w dialogu 1. odcinka brytyjskiego serialu tv Okupacja z 2009 roku.